# مانويلا ديليلاي
مانويلا دليلاي (مواليد 9 مايو 1966) هي لاعبة رماية ألبانية.  شاركت في سباق المسدس الهوائي 10 أمتار سيدات في دورة الألعاب الأولمبية الصيفية 2020.